# 5732 (année hébraïque)
5732 (hébreu : ה'תשל"ב , abbr. : תשל"ב) est une année hébraïque qui a commencé à la veille au soir du 20 septembre 1971 et s'est finie le 8 septembre 1972. Cette année a compté 355 jours. Ce fut une année simple dans le cycle métonique, avec un seul mois de Adar. Ce fut la sixième année depuis la dernière année de chemitta.
En l'an 5732, l'État d'Israël a fêté ses 24 ans d'indépendance.

## Calendrier
Ce calendrier hébraïque de l'année 5732 donne les correspondances avec les dates du calendrier grégorien.
Le premier nombre dans chaque case correspond au jour du mois hébraïque. Les jours en couleurs sont des jours remarquables juifs ou israéliens.
| ◄◄ | 5732 | ►► |

## Événements
- La Syrie accepte la résolution 242 à condition d’un retrait israélien de tous les territoires occupés et d’une prise en compte des droits des Palestiniens. Le pays bénéficie en retour d’une aide financière saoudienne.
- Attentat à l'aéroport de Lod (Israël): 26 morts et une centaine de blessés (cf. Kozo Okamoto).
- Au sommet de Moscou, Henry Kissinger obtient des Soviétiques l’idée d’un règlement global par étapes : retrait israélien « de territoires occupés », fin de l’état de belligérance et mise en place de la paix.
- À la suite de la multiplication des actions contre Israël à partir du sud du Liban, Israël lance une campagne d’assassinats de responsables palestiniens (1972-1973)[1].
- Prise d'otages des Jeux olympiques de Munich. Massacre d'athlètes israéliens par des terroristes palestiniens aux JO de Munich.

## Naissances
- Doron Sheffer
- Eyal Berkovic
- Avi Nimni

## Décès
- Max Steiner
- Berl Locker
- Paul Grüninger